# Sévérac d’Aveyron
Sévérac d’Aveyron – gmina we Francji, w regionie Oksytania, w departamencie Aveyron. W 2013 roku populacja wyżej wymienionych gmin wynosiła 4101 mieszkańców. Gmina położona jest na terenie Parku Regionalnego Grands Causses.
Gmina została utworzona 1 stycznia 2016 roku z połączenia pięciu wcześniejszych gmin: Buzeins, Lapanouse, Lavernhe, Recoules-Prévinquières oraz Sévérac-le-Château. Siedzibą gminy została miejscowość Sévérac-le-Château.

## Zabytki
Zabytki posiadające status monument historique:
- dolmen w osadzie Galitorte
- dolmen w osadzie Surguières
- zamek Loupiac (fr. château de Loupiac) w Lapanouse
- kościół Matki Boskiej Wniebowziętej (fr. Église Notre-Dame-de-l’Assomption) w Lapanouse
- kościół św. Hipolita (fr. Église Saint-Hippolyte) w Lavernhe
- kościół św. grzegorza (fr. Église Saint-Grégoire) w osadzie Saint-Grégoire
- zamek w osadzie Méjanel (fr. château du Méjanel)
- zamek w osadzie Recoules (fr. château de Recoules)
- zamek w osadzie Auberoques (fr. château d'Auberoques)
- zamek w osadzie Engayresque (fr. château d'Engayresque)
- zamek w Sévérac-le-Château (fr. château de Sévérac)
- kościół św. Dalmazego (fr. Église Saint-Dalmazy) w osadzie Saint-Dalmazy